# Carnivores (серія відеоігор)
Carnivores (укр. Хижаки) — серія відеоігор у жанрі симулятора полювання, в яких представлені доісторичні види тварин — від динозаврів до вимерлої мегафауни. Перші три гри — Carnivores (1998), Carnivores 2 (1999) та Carnivores: Ice Age (2000) — були розроблені для Microsoft Windows компанією Action Forms і видані WizardWorks. Четверта гра, Carnivores: Cityscape, була розроблена Sunstorm Interactive і видана Infogrames у 2002 році.
Carnivores: Dinosaur Hunter, п'ята частина, була випущена для iOS, Android, PlayStation 3 (PS3) і PlayStation Portable (PSP) у 2010 році. Beatshapers розробили версію для PS3 і PSP, а Tatem Games — інші версії. Carnivores: Ice Age була портована на  iOS та Android у 2011 році. У вересні 2013 року вийшла гра Carnivores: Dinosaur Hunter HD для PS3. Через два роки вийшла Carnivores: Dinosaur Hunter Reborn для Microsoft Windows. Остання гра, Carnivores: Dinosaur Hunt, вийшла 1 червня 2021 року.

## Ігри
| № | Назва                              | Дата виходу       |
| - | ---------------------------------- | ----------------- |
| 1 | Carnivores                         | 30 листопада 1998 |
| 2 | Carnivores 2                       | 21 жовтня 1999    |
| 3 | Carnivores: Ice Age                | 15 січня 2001     |
| 4 | Carnivores: Cityscape              | 27 березня 2002   |
| 5 | Carnivores: Dinosaur Hunter        | 12 червня 2010    |
| 6 | Carnivores: Dinosaur Hunter HD     | 10 вересня 2013   |
| 7 | Carnivores: Dinosaur Hunter Reborn | 27 травня 2015    |
| 8 | Carnivores: Dinosaur Hunt          | 1 червня 2021     |